# El Cartanal
El Cartanal – miasto w Wenezueli, w stanie Miranda, w gminie Independencia.
Według danych szacunkowych na rok 2015 liczy 80 300 mieszkańców.